# Салан
Салан или Залан е име на български комит (управител) на погранична област на територията на днешна Войводина през 9 век. Салан е управлявал земите между реките Дунав и Тиса в днешната сръбска област Бачка), а резиденция му се е намирала в град Тител.
Най-вероятно Салан е бил потомък на рода Дуло и роднина на българския хан, чиито владения се разпростирали от Тиса до Днестър.
След 896 година Салан се бие срещу маджарите, които в този период започват да се заселват в Панонската низина. Цар Симеон Велики идва на помощ на комита Салан, а също така византийският император праща войски срещу маджарите. През 10 век маджарите побеждават българите и така управляваната от Салан област пада под маджарска власт.
Главният исторически извор, разказващ ни за управителя Салан и областта му, черпим от историческата хроника хроника Gesta Hungarorum, която е написана от будапещенския свещеник Петер, писал по времето на унгарския крал Бела III, от края на 12 век. Лангобардският хронист от 10 век Лиудпранд, също така ни дава сведения, че в началото на 10 век маджарите успяват да победят българите и завземат земите на българския управник Салан.